# Michael Frazier
Michael Antonio Frazier II (The Bronx, Nueva York, 8 de marzo de 1994) es un baloncestista estadounidense que se encuentra sin equipo. Con 1,91 metros de estatura, juega en la posición de escolta.

## Trayectoria deportiva

### Universidad
Jugó  tres temporadas con los Gators de la Universidad de Florida, en las que promedió 9,9 puntos, 3,5 rebotes y 1,1 asistencias por partido. En su primera temporada fue incluido en el  mejor quinteto freshman de la Southeastern Conference, tras haber sido el mejor jugador de primer año de la semana en dos ocasiones. Al término de su carrera se convirtió en el séptimo Gator en lograr más de 200 triples, consiguiendo además el récord de su universidad de más triples anotados en una temporada (118) y en un partido (11 ante South Carolina).
En 27 de marzo de 2015 se declaró elegible para el Draft de la NBA, renunciando a su último año universitario.

### Profesional
Tras no ser elegido en el Draft de la NBA de 2015, firmó el 25 de agosto con Los Angeles Lakers, pero fue despedido el 20 de octubre tras disputar cuatro partidos de pretemporada. El 31 de octubre firmó con Los Angeles D-Fenders de la NBA D-League como afiliado de los Lakers. El 16 de enero de 2016 fue traspasado a los Iowa Energy a cambio de una futura segunda ronda del draft y los derechos sobre Kendrick Perry. Tras ser despedido el 6 de marzo, cuatro días después fichó por los Fort Wayne Mad Ants, con los que acabó la temporada promediando 10,9 puntos y 3,2 rebotes por partido.
En agosto de 2016 fichó por el Scaligera Basket Verona de la Serie A2 italiana.
El 28 de noviembre de 2022, firma por los Illawarra Hawks de la NBL Australia.
El 10 de enero de 2024 firma con el NBA G League Ignite de la NBA G League hasta final de temporada.

## Selección nacional
En 2013 disputó y ganó el oro en el Mundial Sub-19 celebrado en la República Checa.
Posteriormente también jugó para la selección de baloncesto de Estados Unidos en partidos de clasificación para la Copa del Mundo de Baloncesto de 2019 y 2023.

## Estadísticas de su carrera en la NBA

### Temporada regular
| Año     | Equipo  | PJ | PT | MPP  | %TC  | %3P  | %TL  | RPP | APP | ROB | TPP | PPP |
| ------- | ------- | -- | -- | ---- | ---- | ---- | ---- | --- | --- | --- | --- | --- |
| 2019-20 | Houston | 13 | 0  | 11.2 | .249 | .174 | .643 | .8  | .3  | .1  | -   | 2.1 |
| Total   | Total   | 13 | 0  | 11.2 | .249 | .174 | .643 | .8  | .3  | .1  | -   | 2.1 |